# Ključarky
Ključarky, česky také Klučárky, ukrajinsky Ключарки, maďarsky Várkulcsa, jsou obec v Městské komunitě Mukačevo v Zakarpatské oblasti Ukrajiny. V roce 2025 zde žilo 2632 obyvatel.

## Historie
Ves byla založena v polovině 14. století (podle jiných pramenů v 11. století). První písemná zmínka pochází z roku 1773, kdy ves byla uvedena jako Klucsarka. Později byla ves uváděna jako: Klucsárka, Klucárka, Klučarky (1808), Klucsárka (1851), Várkulcsa (1913), Klučarky (1925), Várkulcsa (1944), Ключарки (1983).
Do Trianonské smlouvy patřilo sídlo pod názvem Várkulcsa k Uherskému království, poté pod názvem Klučarky k Československu. V roce 1930 zde žilo 1587 obyvatel. V letech 1938 až 1944 byly Klučarky přičleněny (v důsledku v důsledku první vídeňské arbitráže) k Maďarsku. V roce 1945 byly Klučarky přičleněny k Ukrajinské sovětské socialistické republice, která byla součástí Sovětského svazu, nakonec od roku 1991 jsou součástí samostatné Ukrajiny.

### Genocida Židů
První Židé se v Ključárkách usadili pravděpodobně na počátku 19. století. Židé z Ključárek navštěvovali synagogu v Novem Davydkově, později si ale postavili vlastní malou synagogu s mikvou. Během maďarské okupace začala v březnu 1939 perzekuce Židů a jejich činnost byla zakázána. V roce 1941 byli Židé z Ključárek odvedeni do praporů nucených prací, zatímco jiní byli odvedeni do služby na východní frontě, kde většina zemřela. V srpnu 1941 bylo několik židovských rodin, které neměly maďarské občanství, deportováno do Kamence Podolského, ukrajinského území okupovaného nacisty, a tam bylo zabito. Židé, kteří zůstali v Ključárkách, byli v polovině května 1944 deportováni do koncentračního tábora Osvětim.
Většina Židů z Ključárek byla zabita v Osvětimi. Mezi přeživšími se do Ključárek vrátili zástupci některých rodin (Fechtel, Fuchs, Halpert, Katz a Ziegler), ale nakonec vesnici opustili.